# (1946) Walraven
(1946) Walraven ist ein Asteroid des Hauptgürtels, der am 8. August 1931 vom niederländischen Astronomen Hendrik van Gent in Johannesburg entdeckt wurde.
Der Asteroid trägt den Namen des niederländischen Astronomen Theodore Walraven (1916–2008).